# Anthony Janiec
Anthony Janiec (Albi, 13 de diciembre de 1984-31 de julio de 2022) fue un piloto de automovilismo francés, que destacó en la modalidad de carreras de camiones. Se proclamó tres veces campeón de Francia y corrió en numerosas temporadas del Campeonato de Europa de Carreras de Camiones.

## Trayectoria

### Team 14
En 2007 debutó corriendo a tiempo completo en el Campeonato de Europa de Carreras de Camiones (ETRC) para el equipo francés Team 14, de camión Renault. Finalizó vigésimo con seis puntos, puntuando en tres carreras de las 36 de la temporada. Un año más tarde mejoró sus resultados, finalizando 12º con 38 puntos. En 2009 volvió a ser 12º, pero con 47 puntos. En 2010 tuvo una pequeña mejoría, lo que le permitió ser 10º con 61 puntos.
Para la temporada 2011 el euqipo donde corría, el Team 14, se unió al MKR Technology, creándose una segunda escuadra de este en alianza con el Team 14 llamada MKR Team 14 Juniors. Estaba integrada por pilotos jóvenes (el propio Janiec, quien corrió con su camión del Team 14, y Adam Lacko, quien tenía un camión semejante al de los pilotos de MKR Technology). Este equipo también utilizó un camión Renault. Finalizó 10º de nuevo, pero aumentó sus cifras de puntos hasta los 95. En el título de equipos, fueron terceros.
En 2012, la alianza entre el MKR Technology y el Team 14 se rompió, de modo que el equipo francés volvió a correr en solitario con Janiec como piloto. Acabó 9º tras disputar 10 de las 11 rondas. Ésta fue la temporada donde consiguió su primera victoria (la carrera 4 en el Circuito de Nogaro). Además, consiguió otros cuatro podios (todos en Le Mans). Participó en el Campeonato de Equipos junto a Markus Bösiger, ya que el MKR tenía tres pilotos y eligió a Lacko y Oëstreich para puntuar en la general de equipos, y finalizaron subcampeones.
En 2013 corrió 9 de los 10 Grandes Premios del ETRC, consiguiendo un podio (un segundo puesto en la carrera 2 de Nogaro) y finalizando 11º. En el título de equipos corrió junto al belga Jean Pierre Blaise, y finalizaron 5º.

### Janiec Racing Truck
En 2014 corrió todas las rondas del ETRC en su propia escuadra, cambiando el camión de Renault a MAN. Tuvo de compañera, también a tiempo completo, a Ellen Lohr. Acabó octavo con un segundo puesto en la carrera 2 del Jarama como momento cumbre. Volvió a ser quinto en el título de equipos.

### Lion Truck Racing
A finales de 2014 se hizo oficial la contratación de Janiec por parte del Lion Truck Racing
En 2015 corrió a tiempo completo para el equipo con sede en Lyon, consiguiendo cuatro podios y dándole a su nuevo equipo su primera victoria a nivel europeo, en Nogaro. Finalizó 7º con 191 puntos. En el título de equipos corrió junto al campeón Norbert Kiss, finalizando segundos a tan sólo 42 puntos del equipo Buggyra, el campeón de escuderías.
En 2016 consiguió el que fue su mejor resultado en la general del ETRC: un sexto puesto con 196 puntos. Ganó una carrera en Jarama y obtuvo otros tres podios. Junto a Sascha Lenz, piloto del SL Trucksport, finalizó 4º en el título de equipos.
En 2017 dejó de correr en el ETRC a tiempo completo para pasar a hacerlo en el Campeonato de Francia de Carreras de Camiones, del que se proclamó campeón con 15 victorias y otros tres podios más en 20 carreras. No obstante, corrió una ronda del ETRC, en Nürburgring, consiguiendo un tercer y un segundo puesto en las tres carreras que se corrieron (la cuarta se canceló a causa de la lluvia), situándose 13º en la general con 27 puntos.
En 2018 volvió a correr  a tiempo completo  el Campeonato de Francia de Carreras de Camiones, ganándolo con 13 victorias y siete segundos puestos en 24 carreras. En el ETRC, corrió tres Grandes Premios, consiguiendo una victoria, en Nürburgring y un podio en Misano, acabando 12º con 33 puntos.
En 2019 se proclamó campeón de Francia por tercera vez con 10 victorias y otros tres podios. En el ETRC corrió la mitad de Grandes Premios, acabando sin victorias pero con un podio.
En 2020 se anunció que Janiec volvería a correr el Europeo a tiempo completo. Comenzó al año en Most, donde tuvo un accidente en la primera vuelta a causa de una rotura en la dirección, provocando una bandera roja. Al no poder formar parte de la resalida, tuvo que comenzar último la carrera 2, en la que remontó hasta llegar a la zona de puntos. El domingo clasificó quinto y finalizó la carrera en esa posición. Después hizo su debut en el campeonato francés. En la carrera 1 de Nogaro tuvo que retirarse, pero en la segunda, después de salir último (21º) alcanzó el liderato en la vuelta 5. Terminó ganando la carrera. El domingo fue segundo en la carrera tres, aunque puntuó como si fuese primero ya que el ganador (Adam Lacko) no era apto para puntuar al ser un piloto invitado, y quinto en la carrera cuatro. De vuelta en el ETRC, puntuó en tres carreras y se subió al podio en una en Hungaroring. Más tarde, el campeonato fue cancelado debido a la crisis del coronavirus, al igual que el francés.
En 2021 corrió a tiempo parcial a nivel europeo, ya que quiso centrarse de nuevo en el campeonato francés, en el que aspiraba a volver a ganar. Tras una intensa batalla contra Téo Calvet, finalmente Janiec acabó la temporada siendo subcampeón.
Falleció el 31 de julio de 2022 debido a un ataque al corazón.

## Resultados

### Resultados en el Campeonato de Europa de Carreras de Camiones
| Año  | Camión  | N.º | Equipo              | 1       | 1       | 1       | 1       | 2      | 2       | 2       | 2       | 3       | 3       | 3       | 3       | 4      | 4       | 4      | 4       | 5      | 5       | 5       | 5      | 6      | 6       | 6       | 6       | 7       | 7       | 7       | 7       | 8       | 8       | 8       | 8       | 9      | 9       | 9       | 9       | 10      | 10     | 10      | 10      | 11    | 11    | 11    | 11    | Posición | Puntos |
| ---- | ------- | --- | ------------------- | ------- | ------- | ------- | ------- | ------ | ------- | ------- | ------- | ------- | ------- | ------- | ------- | ------ | ------- | ------ | ------- | ------ | ------- | ------- | ------ | ------ | ------- | ------- | ------- | ------- | ------- | ------- | ------- | ------- | ------- | ------- | ------- | ------ | ------- | ------- | ------- | ------- | ------ | ------- | ------- | ----- | ----- | ----- | ----- | -------- | ------ |
| 2007 | Renault | 12  | Team 14             | BAR 13  | BAR 11  | BAR 9   | BAR 12  | ZOL 14 | ZOL 15  | ZOL Ret | ZOL 14  | ALB DNS | ALB DNS | ALB 10  | ALB 8   | NOG 16 | NOG 19  | NOG 11 | NOG Ret | NUR 13 | NUR 12  | NUR Ret | NUR 15 | MOS 11 | MOS 13  | MOS Ret | MOS DNS | LMS 13  | LMS 14  | LMS 15  | LMS 11  | MIS 14  | MIS 15  | MIS 13  | MIS 14  | JAR 16 | JAR 14  | JAR Ret | JAR 12  |         |        |         |         |       |       |       |       | 20º      | 6      |
| 2008 | Renault | 22  | Team 14             | BAR 18  | BAR Ret | BAR DNS | BAR DNS | MIS 16 | MIS Ret | MIS 18  | MIS Ret | ALB 16  | ALB 12  | ALB Ret | ALB 10  | NOG 10 | NOG Ret | NOG 9  | NOG 10  | NUR 10 | NUR 9   | NUR 10  | NUR 10 | MOS 10 | MOS 8   | MOS Ret | MOS 7   | ZOL 7   | ZOL 10  | ZOL 10  | ZOL Ret | LMS 9   | LMS Ret | LMS 9   | LMS 9   | JAR 11 | JAR 10  | JAR 9   | JAR 9   |         |        |         |         |       |       |       |       | 12º      | 38     |
| 2009 | Renault | 12  | Team 14             | ASS Ret | ASS 13  | ASS 8   | ASS 8   | MIS 10 | MIS Ret | MIS 11  | MIS Ret | ALB 11  | ALB 11  | ALB 11  | ALB 11  | NOG 15 | NOG 10  | NOG 10 | NOG Ret | BAR 7  | BAR 8   | BAR 13  | BAR 7  | NUR 12 | NUR Ret | NUR 12  | NUR 11  | MOS 8   | MOS 10  | MOS 8   | MOS 5   | ZOL 10  | ZOL Ret | ZOL 9   | ZOL 9   | LMS 12 | LMS 12  | LMS 11  | LMS 7   | JAR Ret | JAR 11 | JAR Ret | JAR 6   |       |       |       |       | 12º      | 47     |
| 2010 | Renault | 12  | Team 14             | MIS Ret | MIS C   | MIS Ret | MIS 10  | ALB 7  | ALB 4   | ALB 8   | ALB 3   | NOG 9   | NOG 10  | NOG 8   | NOG Ret | NUR 9  | NUR 7   | NUR 8  | NUR 5   | SMO 10 | SMO Ret | SMO 8   | SMO 10 | MOS 7  | MOS 10  | MOS Ret | MOS Ret | ZOL DNS | ZOL DNS | ZOL DNS | ZOL DNS | LMS 8   | LMS 3   | LMS 7   | LMS 4   | JAR 11 | JAR 12  | JAR 26  | JAR 6   |         |        |         |         |       |       |       |       | 10º      | 81     |
| 2011 | Renault | 10  | MKR Team 14 Juniors | DON 9   | DON 12  | DON 7   | DON 13  | MIS 9  | MIS 6   | MIS 8   | MIS 7   | ALB 6   | ALB 6   | ALB 10  | ALB 10  | NOG 22 | NOG Ret | NOG 11 | NOG 10  | NUR 14 | NUR 12  | NUR 12  | NUR 10 | SMO 11 | SMO 8   | SMO 7   | SMO 7   | MOS 11  | MOS 5   | MOS 15  | MOS 11  | ZOL 11  | ZOL 10  | ZOL 7   | ZOL 5   | JAR 9  | JAR 9   | JAR 12  | JAR 7   | LMS 6   | LMS 10 | LMS 4   | LMS 4   |       |       |       |       | 10º      | 81     |
| 2012 | Renault | 12  | Team 14             | EST 9   | EST 8   | EST 9   | EST 8   | MIS 7  | MIS 9   | MIS 6   | MIS DSQ | JAR 19  | JAR Ret | JAR 9   | JAR 8   | NOG 14 | NOG 10  | NOG 6  | NOG 1   | DON 7  | DON 4   | DON 7   | DON 7  | NUR 9  | NUR 6   | NUR 6   | NUR 20  | SMO     | SMO     | SMO     | SMO     | MOS Ret | MOS 5   | MOS 10  | MOS Ret | ZOL 10 | ZOL Ret | ZOL 16  | ZOL 7   | JAR 6   | JAR 7  | JAR 9   | JAR 6   | LMS 3 | LMS 2 | LMS 3 | LMS 2 | 9º       | 147    |
| 2013 | Renault | 9   | Team 14             | MIS 10  | MIS 8   | MIS Ret | MIS 10  | NAV 7  | NAV 9   | NAV 16  | NAV 9   | NOG 6   | NOG 2   | NOG 14  | NOG 16  | RBR 8  | RBR 15  | RBR 11 | RBR Ret | NUR 13 | NUR 8   | NUR 10  | NUR 8  | SMO    | SMO     | SMO     | SMO     | MOS 15  | MOS 12  | MOS 10  | MOS Ret | ZOL 7   | ZOL 11  | ZOL 10  | ZOL Ret | JAR 8  | JAR 4   | JAR 9   | JAR 9   | LMS 10  | LMS 9  | LMS 7   | LMS Ret |       |       |       |       | 11º      | 65     |
| 2014 | MAN     | 11  | Truckdrive-JRT      | MIS 12  | MIS 17  | MIS 16  | MIS 14  | NAV 10 | NAV DNS | NAV 12  | NAV Ret | NOG 9   | NOG 7   | NOG 11  | NOG Ret | RBR 18 | RBR 9   | RBR 12 | RBR 9   | NUR 14 | NUR 10  | NUR 10  | NUR 8  | MOS 8  | MOS 7   | MOS DNS | MOS 7   | ZOL 10  | ZOL 8   | ZOL 9   | ZOL 7   | JAR 8   | JAR 2   | JAR 8   | JAR DNS | LMS 7  | LMS 10  | LMS 6   | LMS 4   |         |        |         |         |       |       |       |       | 8º       | 70     |
| 2015 | MAN     | 8   | Lion Truck Racing   | VAL 7   | VAL 15  | VAL Ret | VAL 7   | RBR 9  | RBR 9   | RBR 8   | RBR 8   | MIS 6   | MIS 3   | MIS 9   | MIS 6   | NOG 8  | NOG 2   | NOG 8  | NOG 1   | NUR 10 | NUR 10  | NUR 9   | NUR 7  | MOS 11 | MOS 12  | MOS 10  | MOS 6   | HUN 6   | HUN 6   | HUN 6   | HUN 8   | ZOL 9   | ZOL 8   | ZOL 5   | ZOL 4   | JAR 6  | JAR 8   | JAR 5   | JAR 7   | LMS 6   | LMS 7  | LMS 8   | LMS 3   |       |       |       |       | 7º       | 191    |
| 2016 | MAN     | 8   | Lion Truck Racing   | RBR 11  | RBR 8   | RBR 2   | RBR 9   | MIS 5  | MIS 11  | MIS 4   | MIS 3   | NOG 4   | NOG 5   | NOG 5   | NOG 5   | NUR 6  | NUR 5   | NUR 7  | NUR 8   | HUN 4  | HUN 2   | HUN 9   | HUN 2  | MOS 4  | MOS 11  | MOS Ret | MOS 5   | ZOL 4   | ZOL 6   | ZOL 6   | ZOL 4   | LMS 4   | LMS 6   | LMS 6   | LMS 1   | JAR 6  | JAR DSQ | JAR Ret | JAR DSQ |         |        |         |         |       |       |       |       | 6º       | 196    |
| 2017 | MAN     | 6   | Lion Truck Racing   | RBR     | RBR     | RBR     | RBR     | MIS    | MIS     | MIS     | MIS     | NUR 6   | NUR 2   | NUR 3   | NUR C   | SVK    | SVK     | SVK    | SVK     | HUN    | HUN     | HUN     | HUN    | MOS    | MOS     | MOS     | MOS     | ZOL     | ZOL     | ZOL     | ZOL     | LMS     | LMS     | LMS     | LMS     | JAR    | JAR     | JAR     | JAR     |         |        |         |         |       |       |       |       | 13º      | 27     |
| 2018 | MAN     | 6   | Lion Truck Racing   | MIS 6   | MIS 3   | MIS DNS | MIS DNS | HUN    | HUN     | HUN     | HUN     | NUR 12  | NUR 7   | NUR 8   | NUR 1   | SVK    | SVK     | SVK    | SVK     | MOS    | MOS     | MOS     | MOS    | ZOL    | ZOL     | ZOL     | ZOL     | LMS     | LMS     | LMS     | LMS     | JAR 10  | JAR 10  | JAR 11  | JAR DNS |        |         |         |         |         |        |         |         |       |       |       |       | 12º      | 33     |
| 2019 | MAN     | 6   | Lion Truck Racing   | MIS Ret | MIS 10  | MIS 7   | MIS 3   | HUN    | HUN     | HUN     | HUN     | SVK     | SVK     | SVK     | SVK     | NUR 8  | NUR Ret | NUR 12 | NUR 10  | MOS 12 | MOS 9   | MOS C   | MOS C  | ZOL    | ZOL     | ZOL     | ZOL     | LMS     | LMS     | LMS     | LMS     | JAR 10  | JAR 7   | JAR Ret | JAR 9   |        |         |         |         |         |        |         |         |       |       |       |       | 13º      | 26     |
| 2020 | MAN     | 66  | Lion Truck Racing   | MOS DNS | MOS 10  | MOS 5   | MOS C   | HUN 7  | HUN DNS | HUN 7   | HUN 3   |         |         |         |         |        |         |        |         |        |         |         |        |        |         |         |         |         |         |         |         |         |         |         |         |        |         |         |         |         |        |         |         |       |       |       |       | -        | -      |
| 2021 | MAN     | 66  | Lion Truck Racing   | HUN     | HUN     | HUN     | HUN     | MOS 6  | MOS 4   | MOS 6   | MOS 7   | ZOL     | ZOL     | ZOL     | ZOL     | LMS    | LMS     | LMS    | LMS     | JAR 9  | JAR 11  | JAR 10  | JAR 11 | MIS 6  | MIS 12  | MIS DSQ | MIS Ret |         |         |         |         |         |         |         |         |        |         |         |         |         |        |         |         |       |       |       |       | 12º      | 33     |

### Resultados en el Campeonato de Francia de Carreras de Camiones
| Año  | Camión | N.º | Equipo            | 1       | 1       | 1       | 1     | 2     | 2     | 2     | 2     | 3     | 3       | 3     | 3     | 4     | 4     | 4     | 4     | 5     | 5       | 5     | 5     | 6     | 6     | 6     | 6     | Posición | Puntos |
| ---- | ------ | --- | ----------------- | ------- | ------- | ------- | ----- | ----- | ----- | ----- | ----- | ----- | ------- | ----- | ----- | ----- | ----- | ----- | ----- | ----- | ------- | ----- | ----- | ----- | ----- | ----- | ----- | -------- | ------ |
| 2017 | MAN    | 6   | Lion Truck Racing | CHR 1   | CHR 1   | CHR 1   | CHR 1 | LCS 1 | LCS 1 | LCS 1 | LCS 1 | NOG 1 | NOG 3   | NOG 1 | NOG 2 | LMS 1 | LMS 1 | LMS 1 | LMS 1 | ALB 3 | ALB Ret | ALB 6 | ALB 1 |       |       |       |       | 1º       | 299    |
| 2018 | MAN    | 1   | Lion Truck Racing | LCS 2   | LCS 2   | LCS Ret | LCS 2 | NOG 1 | NOG 1 | NOG 1 | NOG 1 | MGC 2 | MGC 1   | MGC 1 | MGC 4 | CHR 2 | CHR 1 | CHR 1 | CHR 2 | LMS 1 | LMS 1   | LMS 1 | LMS 1 | ALB 1 | ALB C | ALB 2 | ALB 4 | 1º       | 338    |
| 2019 | MAN    | 1   | Lion Truck Racing | LCS 1   | LCS Ret | LCS 1   | LCS 5 | NOG 1 | NOG 3 | NOG 1 | NOG 4 | CHR 1 | CHR 4   | CHR 1 | CHR 4 | LMS 4 | LMS 1 | LMS 1 | LMS 1 | ALB 2 | ALB 3   | ALB 4 | ALB 1 |       |       |       |       | 1º       | 276    |
| 2020 | MAN    | 1   | Lion Truck Racing | NOG Ret | NOG 1   | NOG 2   | NOG 5 |       |       |       |       |       |         |       |       |       |       |       |       |       |         |       |       |       |       |       |       | -        | -      |
| 2021 | MAN    | 1   | Lion Truck Racing | CHR 2   | CHR 2   | CHR 2   | CHR 2 | NOG 1 | NOG 1 | NOG 3 | NOG 2 | ALB 2 | ALB Ret | ALB 6 | ALB 1 | LMS 1 | LMS 1 | LMS 1 | LMS 3 |       |         |       |       |       |       |       |       | 2º       | 209    |